# Черноглав трагопан
Черноглавият трагопан (Tragopan melanocephalus) е вид птица от семейство Фазанови (Phasianidae). Видът е световно застрашен, със статут Уязвим.

## Разпространение и местообитание
Разпространен е в Индия и Пакистан.